# Kadino Selo
Kadino Selo (cyr. Кадино Село) – wieś w Bośni i Hercegowinie, w Republice Serbskiej, w mieście Sarajewo Wschodnie, w gminie Pale. W 2013 roku liczyła 197 mieszkańców.